# Ga Samseong (Gyeongsan)
Ga Samseong là ga đường sắt trên Tuyến Gyeongbu.